# El Alicante
El Alicante är en ort i Mexiko.   Den ligger i kommunen Ocampo och delstaten Coahuila, i den centrala delen av landet, 1 000 km norr om huvudstaden Mexico City. El Alicante ligger 1 298 meter över havet och antalet invånare är 209.
Terrängen runt El Alicante är platt österut, men västerut är den kuperad. Terrängen runt El Alicante sluttar brant österut.  Trakten runt El Alicante är nära nog obefolkad, med mindre än två invånare per kvadratkilometer. Närmaste större samhälle är San José de Carranza, 11,4 km söder om El Alicante. Omgivningarna runt El Alicante är i huvudsak ett öppet busklandskap.